# Manuel scolaire
 (mai 2025).

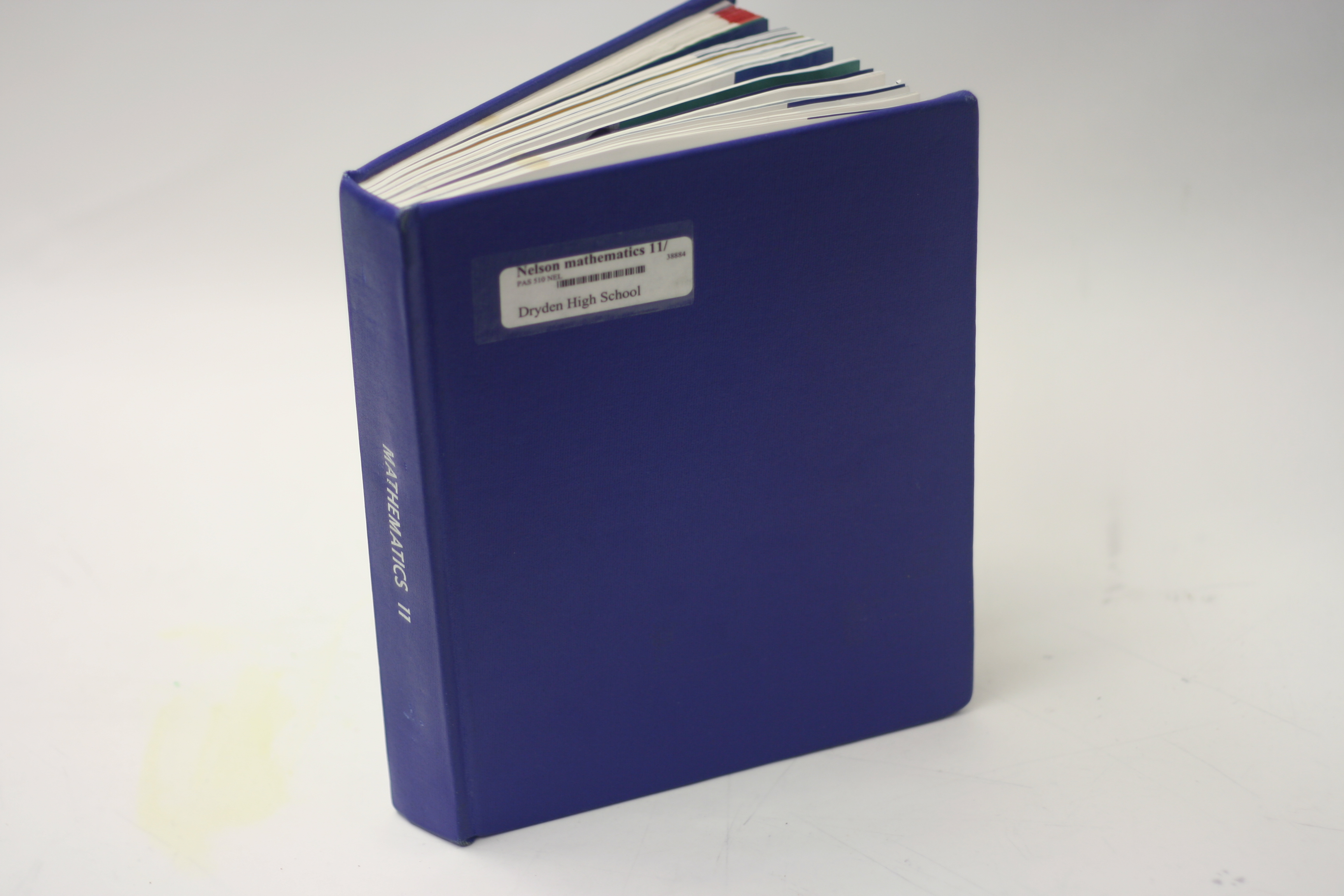
Un manuel scolaire anglophone (2008).

Le manuel scolaire (du latin manus, « la main »), considéré au XIXe siècle comme le livre résumant tous les autres est un ouvrage didactique ayant un format maniable et regroupant l'essentiel des connaissances relatives à un domaine donné. Il a donc trait à l'éducation.
Le manuel scolaire est destiné à être utilisé en classe comme support de cours avec l'aide directe ou indirecte d'un enseignant. Il doit tenir compte du caractère progressif de l'apprentissage (âge des élèves, capacités cognitives).

## Précisions étymologiques

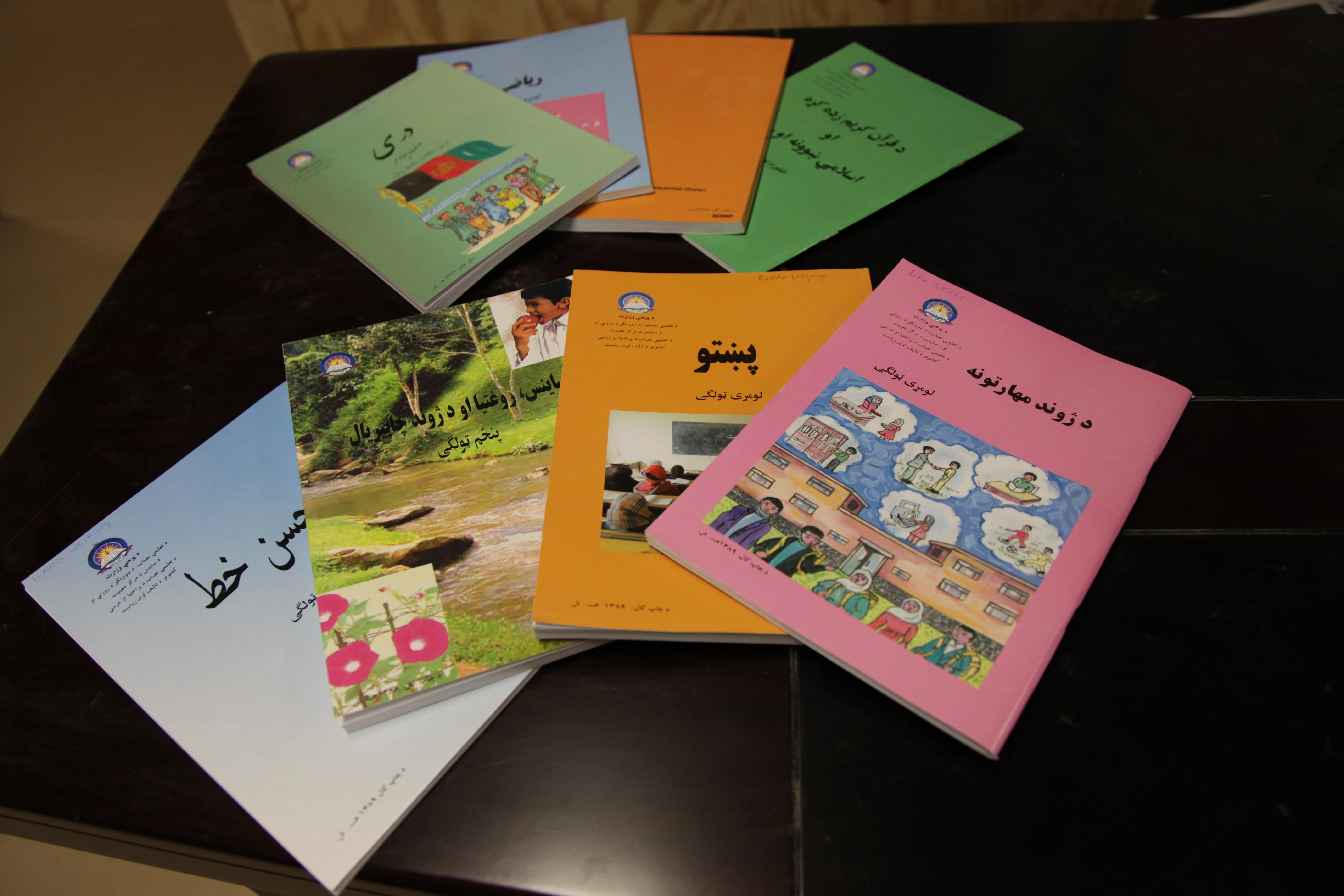
Manuels scolaires Afghans en langue pachtoune (2011).

Selon le CNRTL, la première mention du mot manuel dans un titre d'ouvrage daterait de 1270. Il s'agirait du Manuel des péchés (ou Manuel des pechiez) composé par Wilham de Waddington.
Le nom commun (ou substantif) masculin "manuel" est issu, après une succession de dérivations, du latin manus signifiant main. Dans l'ordre, le substantif manus a donné son premier dérivé, l'adjectif latin manualis, signifiant "manuel·le", dans son acception actuelle d'adjectif.
Cet adjectif donnera ensuite un premier substantif, manuale, signifiant en latin "étui de livre", puis en bas-latin "livre portatif". Cette dernière acception date de la première moitié du VIe siècle selon l'Oxford Latin Dictionnary.
Enfin, selon le Französisches Etymologisches Wörterbuch, "le bas latin manuale est peut-être une traduction du grec ε ̓ γχειρι ́διον «livre portatif, manuel», titre d'un ouvrage d'Épictète, dérivé de χει ́ρ «main»". Le manuel d'Epictète, dans sa version traduite par Jean-Marie Guyau, est d'ailleurs disponible en Wikisource.
L'origine étymologique du manuel scolaire est sujette à hypothèses et discussions. Ceci se ressent dans les discussions historiques sur l'origine du manuel scolaire : quel est le premier manuel scolaire (voir ci-dessous la section Historique) ?

## Historique

### En France

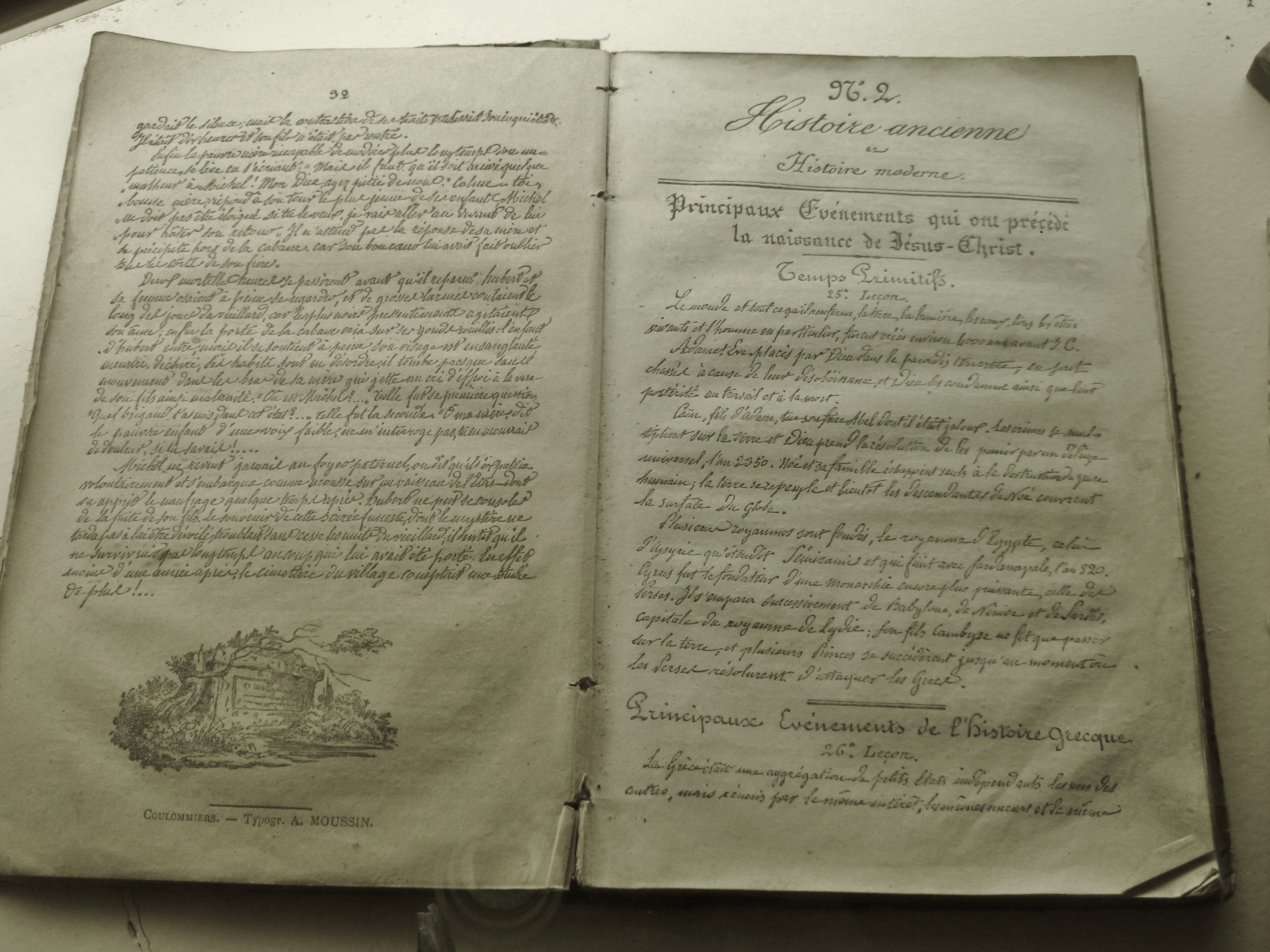
Manuel scolaire français historique.

L’apparition du manuel scolaire peut être mise en parallèle, comme celle de nombreux livres, avec l'invention de la presse à imprimer en 1454. C’est en 1470, qu’est vraisemblablement publié "un recueil de style latin pour la jeunesse […] que l'on s'accorde à considérer comme le premier livre scolaire imprimé en France". Il s’agit des Lettres de Gasparin de Pergame.
La définition de ce qu'est un manuel scolaire fait toutefois débat. Ainsi le grand historien français du manuel, Alain Choppin, soutient-il que les premiers ouvrages à pouvoir s'appeler « manuels scolaires » sont ceux qui comportent des indications pédagogiques : même commenté et utilisé en classe, un recueil de textes ne serait donc pas un manuel, tandis que ce recueil accompagné d'exercices, d'indications de lecture et d'autres consignes pédagogiques relèverait de la catégorie des manuels. Ce point de vue a également été défendu par des chercheurs comme Éric Bruillard et Pierre Mœglin, qui reprennent explicitement la définition de Choppin. Ce point de vue conduit à faire remonter le manuel scolaire à 1792, lorsque les Révolutionnaires, notamment Lakanal et Condorcet, en envisagent l'édition financée par la Nation et 1833 lorsque le ministère Guizot passe des commandes massives à des éditeurs tels que Hachette.
Il n’y aura de toute façon, à partir de 1470 (et jusqu’au XVIIIe siècle) que de rares ouvrages destinés à l’éducation des enfants à être publiés. L’origine religieuse du manuel scolaire lui conféra, pendant plusieurs dizaines d’années, une fonction d’enseignement de valeurs morales. La plupart des écoles étaient alors confessionnelles et l'enseignement était surtout pratiqué par des religieux. Ce n'est donc qu'à partir du premier tiers du XIXe siècle que la dimension pédagogique du manuel est mise en valeur, puis, vers la fin du XIXe siècle, grâce aux différentes décisions du ministre Jules Ferry en matière d'éducation et à un décret de janvier 1890, il est imposé aux instituteurs de recourir à des livres pour leur enseignement.
C'est dans les années 1950 qu'apparaît une nouvelle génération de manuels afin de correspondre à l'évolution des méthodes d'apprentissage : les auteurs contemporains sont favorisés par rapport aux classiques et le cours magistral est remplacé progressivement par des activités incitant l'expression orale des élèves.
Les années 1970 (et l'influence non négligeable de mai 1968) sont l'une des périodes pivot pour l'enseignement et les manuels scolaires : ces derniers, qui étaient jusqu'alors hiérarchisés en chapitres très « figés », adoptent une structure éclatée et aérée où la signalétique, la typographie et la mise en page possèdent leur propre signification. Désormais, les manuels scolaires ne se prêtent donc plus à une lecture en continu.
Les manuels scolaires sont maintenant illustrés et conçus de façon à être attractifs et complets. Généralement organisés en chapitres, ils peuvent contenir, en plus des documents nécessaires pour appuyer le cours du professeur, des exercices de compréhension et/ou de recherches, selon les matières abordées. Ils couvrent les matières générales et certaines matières spécialisées.
Achetés par l'élève ou prêtés par son établissement scolaire, ils remplissent les sacs des écoliers, notamment au collège, où de nombreuses personnes (enseignants, parents et élèves, médecins) les décrient à cause de leur poids considéré comme excessif, car pesant sur le dos des écoliers.

## Réglementations concernant les manuels scolaires
Tous les pays n'ont pas toujours connu la même règlementation concernant les manuels scolaires. En 1992, Alain Choppin remarque ainsi une situation contrastée. Dans des pays tels que l'Allemagne, l'Italie, les Pays-bas et le Portugal, c'est aux enseignants de choisir les manuels ; en Grèce, au Luxembourg, en Espagne, il existe un agrément officiel nécessaire pour introduire un manuel dans les classes. De nos jours, cette diversité des règlementations est toujours en cours.

## Producteurs et production des manuels scolaires
En France, les principaux éditeurs scolaires sont :
- Lelivrescolaire.fr (Hachette Éducation)
- Hatier
- Nathan
- Bordas
- Belin
- Magnard (éditeur)

## Critique du contenu

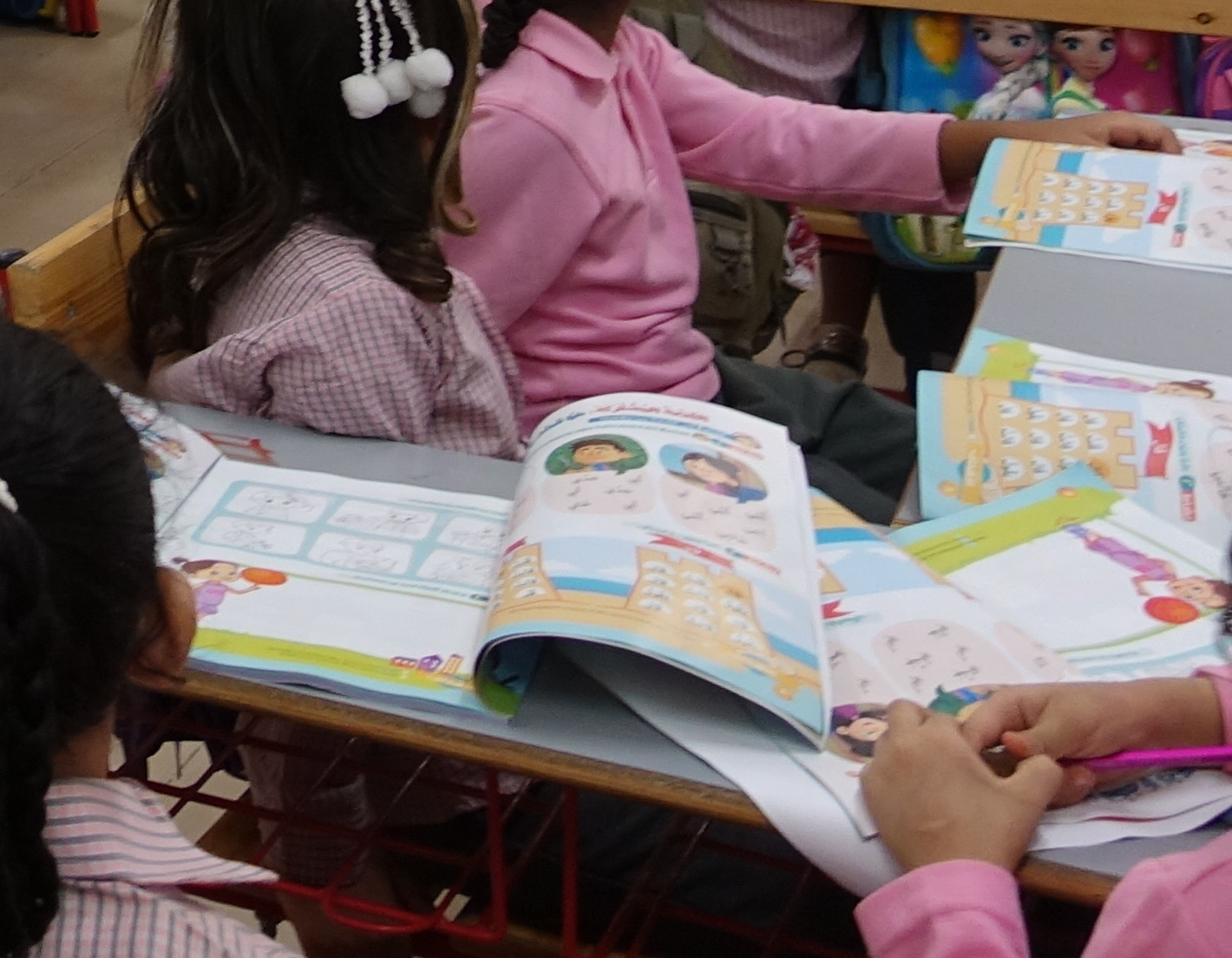
Utilisation d'un manuel scolaire dans une école primaire égyptienne, en 2018.

L'apprentissage progressif du savoir engendre une certaine simplification du contenu qui est la caractéristique principale du manuel scolaire et, en même temps, son principal défaut. Si la pratique de la lecture se limite à l'école, le manuel risque de cristalliser des savoirs partiels, des préjugés ou des mythes.
Par ailleurs, les pouvoirs publics ont très vite compris l'importance du manuel comme transmetteur des principes et idéaux, d'où leur attitude visant à réglementer, voire censurer le contenu. Les disciplines telles que les sciences humaines, l'histoire et la géographie font l'objet d'un contrôle scrupuleux, principalement dans les régimes non démocratiques. Les représentations de l'histoire varient ainsi selon les latitudes et les régimes politiques. Mais, dans l'usage, il apparaît que l'enseignant se sert de plusieurs manuels pour composer son cours avec un contenu diversifié et que les élèves eux-mêmes utilisent rarement leur propre manuel.
Avec l'émergence du numérique à l'école, l'usage du manuel est concurrencé par les nouvelles technologies de la communication. Toutefois, les manuels numériques ne représentent en France qu'1 % du marché de l'édition scolaire.
Selon l'historien Benoît Bréville, les manuels scolaires d'histoire « demeurent d’importants vecteurs de la pensée dominante (…). Ils véhiculent avec ardeur nombre d’idées reçues : le mythe de l’« union sacrée » dans les tranchées de la première guerre mondiale, alors que les unités de soldats étaient souvent traversées par des divisions sociales ; le prétendu anti-impérialisme du président américain Woodrow Wilson, qui n’hésitait pourtant pas à multiplier les interventions militaires et les ingérences politiques en Amérique latine tout en prônant le « droit à l’autodétermination des peuples » à la conférence de Paris ; le rôle prétendument décisif du débarquement allié dans la défaite de l’Allemagne ; la fable d’une Union européenne créée dans le seul but d’instaurer une paix durable sur le continent, , etc. ».

## Livre scolaire etopen source
Depuis l'essor des manuels numériques et le partage de l'information, certains acteurs se sont mis à créer des manuels scolaires sous licence open source. Des acteurs comme Sésamath ou Lelivrescolaire.fr mettent en avant le fait que leur contenu puisse être, dans le respect des licences, librement modifié, distribué par les professeurs.

## Le marché de l'édition de manuels scolaires en France
En 2011, le nombre de manuels scolaires vendus en France s'élevait à 40,5 millions d'exemplaires, soit 9 % des ventes de livres. le chiffre d'affaires était de 336,5 millions d'euros (12 % du chiffre d'affaires du secteur de l'Édition),
En août 2019, Philippe Champy, « à la tête des éditions Retz de 1995 à 2016 », sort un ouvrage intitulé Vers une nouvelle guerre scolaire : quand les technocrates et les neuroscientifiques mettent la main sur l'Éducation nationale. Dans cet essai, fort de son statut « d'observateur engagé », l'auteur propose une présentation synthétique et actualisée des « éditeurs scolaires français ». Deux enseignements ressortent de cette analyse : la variété des profils d'éditeurs scolaires et la forte concentration des dernières décennies.
| Maison d'édition                       | Commentaires | Groupe d'édition      |
| -------------------------------------- | --- | --------------------- |
| Didier                                 | Maison d'édition créée en 1898. Filiale du groupe Alexandre Hatier depuis 1978. Division d'Hachette depuis 1996.                                                                                | Hachette              |
| Foucher                                | Maison d'édition créée en 1937. Division des éditions Hatier depuis 1995-1996. | Hachette              |
| Hachette                               | Maison d'édition créée en 1826. | Hachette              |
| Hatier                                 | Maison d'édition créée en 1880. Intègre le groupe Hachette en 1996. | Hachette              |
| Istra                                  | Editions créées par les Imprimeries Strasbourgeoises. Fonds repris par Hachette Éducation en 1992. Les imprimeries strasbourgeoises ont été créées en 1676 ; l'acronyme ISTRA apparaît en 1918. | Hachette              |
| Bordas                                 | Maison d'édition créée en 1946. | Editis                |
| Clé international                      | Maison d'édition créée en 1973. | Editis                |
| Nathan                                 | Maison d'édition créée en 1881. | Editis                |
| MDI                                    | Maison d'édition créée en 1952. | Editis                |
| Retz                                   | Maison d'édition créée en 1975. | Editis                |
| De Boeck Université                    | Maison d'édition créée en 1889. Fait partie du groupe Albin Michel depuis 2015. | Éditions Albin Michel |
| Casteilla                              | | Éditions Albin Michel |
| Delagrave                              | Maison d'édition créée en 1865. | Éditions Albin Michel |
| Magnard                                | Maison d'édition créée en 1936. | Éditions Albin Michel |
| Vuibert                                | Maison d'édition créée en 1877. | Éditions Albin Michel |
| Belin                                  | Maison d'édition créée en 1777. | Humensis              |
| Presses universitaires de France (PUF) | Maison d'édition créée en 1921. | Humensis              |

On peut également trouver les maisons d'éditions suivantes : Éditions Sed, Sedrap, Estem, Seli Arslan, Lanore,.

## Recherches scientifiques sur les manuels scolaires
Plusieurs programmes de recherche scientifique concernant le livre et l'édition scolaires existent dans le monde. L'un des premiers historiquement est le programmes de recherches français « Emmanuelle » (débuté en 1980), qui adopte une perspective historique sur le sujet. Il comporte notamment deux bases de données : Emmanuelle et Emmanuelle international : la première liste tous les manuels scolaires français depuis la Révolution française, la seconde a trait à l'ensemble de la littérature scientifique — française et internationale — sur le sujet.